# Lokomotiven der British-Railways-Standardklassen

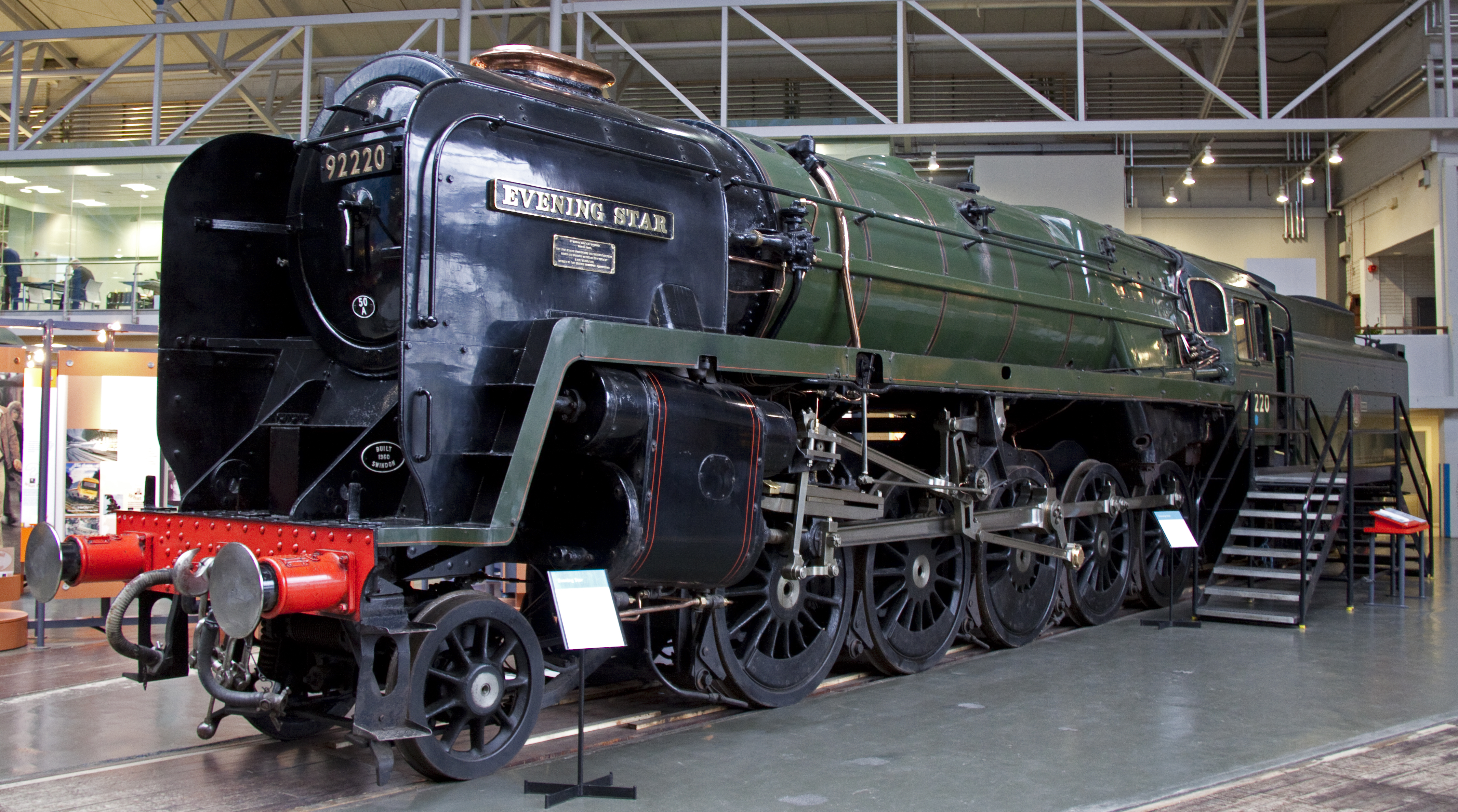
Standardklasse 9F 92220 Evening Star, die 1960 als letzte Dampflokomotive an British Railways ausgeliefert wurde, im National Railway Museum in York

Als BR-Standardklassen (BR standard classes) werden die zwischen 1951 und 1960 für British Railways (BR) nach einheitlichen Vorgaben konstruierten und gebauten Dampflokomotiven bezeichnet. Insgesamt entstanden 999 Lokomotiven in 12 Klassen. Bedingt durch den Strukturwandel mit der Umstellung auf Elektro- und Dieseltraktion wurden alle Lokomotiven bis 1968 ausgemustert und standen teils nur wenige Jahre im Einsatz. 46 Lokomotiven blieben erhalten und stehen teils in Museen, teils sind sie betriebsfähig auf Museumsbahnen im Einsatz.

## Geschichte
British Railways besaß nach der Verstaatlichung der britischen Eisenbahngesellschaften infolge des Transport Act 1947 eine Vielzahl an Lokomotivklassen, insgesamt 448 unterschiedliche Bauarten. Diese stammten teils von den vier Vorgängergesellschaften Great Western Railway (GWR), London, Midland and Scottish Railway (LMS), London and North Eastern Railway (LNER) und Southern Railway (SR), teils von deren rund 120 Vorgängergesellschaften vor dem Railways Act 1921, dem sogenannten Grouping. Zunächst beschaffte British Railways noch die neueren Konstruktionen der vier Vorgängerbahnen weiter. So wurden bspw. die Lokomotiven der LMS-Klasse 5 „Black Five“ und der SR-Klasse West Country und Battle of Britain bis 1951 in den bahneigenen Werken gebaut, der Bau der GWR-Klasse 1600 begann sogar erst 1949 und endete 1955. 1949 führte British Railways Vergleichsfahrten mit den modernsten Lokomotivbauarten der Vorgängerbahnen durch. Diese zeigten jedoch, dass kaum eine dieser Konstruktionen im gesamten Netz einsetzbar war, bedingt durch Faktoren wie bspw. abweichende Lichtraumprofile oder die Auslegung der Kessel auf die jeweilige regionale Kohlenqualität. Hinzu kam, dass erheblicher Widerstand der traditionsbewussten Eisenbahner in den weitgehend den Netzen der Vorgängerbahnen entsprechenden Regionen von British Railways zu erwarten war, wenn sie „fremde“ Lokomotiven einsetzen sollten. Die Regionen beschafften daher – parallel zum Bau der Standardklassen – noch bis 1957 in geringem Umfang Nachbauten älterer Konstruktionen ihrer jeweiligen Vorgängerbahnen.
Ähnlich wie in den 1920er Jahren die Deutsche Reichsbahn bei ihren Einheitsdampflokomotiven ließ British Railways daher verschiedene Lokomotivtypen für die unterschiedlichen Einsatzzwecke entwerfen. Direkt nach der Verstaatlichung wurde ein Locomotive Standards Committee eingesetzt, das die wesentlichen Vorgaben für die neuen Lokomotiven festlegte. Die Konstruktion der neuen Standardklassen erfolgte unter der Verantwortung des von der LMS gekommenen Ingenieurs Robert Riddles in seiner Funktion als Member of the Railway Executive for Mechanical and Electrical Engineering. Riddles sah die Zukunft in der Elektrifizierung des britischen Streckennetzes, bis dahin sollte die Dampftraktion weiterhin die primäre Antriebsart sein. Dafür waren Kostengründe maßgeblich. Die Kapitalkosten waren nach damaliger Kalkulation im Vergleich mit Dieseltriebfahrzeugen deutlich vorteilhafter. Hinzu kam die Abhängigkeit der Dieselfahrzeuge von zu importierendem Rohöl – wohingegen Steinkohle in ausreichendem Umfang im eigenen Land verfügbar war. British Railways wich damit deutlich von der Beschaffungsstrategie anderer westeuropäischer Staatsbahnen ab 1950 ab. Viele Bahnen beschafften zwar in den Jahren unmittelbar nach dem Zweiten Weltkrieg noch in größerem Umfang Dampflokomotiven als Ersatz für Kriegsverluste, stiegen aber dann bald auf die Beschaffung von Diesel- und Elektrolokomotiven um. Nach 1950 beschafften die meisten Bahnen keine oder nur noch relativ wenige neue Dampflokomotiven. So beschaffte bspw. die Deutsche Bundesbahn ab 1950 lediglich noch 168 Dampflokomotiven, die ÖBB nach den 1949 erfolgten letzten Lieferungen nachgebauter Kriegslokomotiven der DR-Baureihe 42 gar keine mehr. Die französische Staatsbahn SNCF beendete die Beschaffung von Dampflokomotiven 1952, die Nederlandse Spoorwegen bereits 1946. British Railways beschaffte dagegen in den Jahren ab 1950 noch weit über tausend Dampflokomotiven, neben den neuen Standardklassen kamen bis 1955 auch noch Lokomotiven nach Entwürfen der vier Vorgängerbahnen zur Auslieferung.
Grundsätzlich sollten die neuen Standardlokomotiven die besten Merkmale und Techniken der vier Vorgängerbahnen übernehmen und zusammenführen. Bedingt durch die berufliche Herkunft von Riddles sind die Standardtypen dennoch sehr stark an den einschlägigen Standards der LMS orientiert und teils lediglich Weiterentwicklungen bewährter LMS-Typen. Da die jüngeren LMS-Konstruktionen wesentlich durch Sir William Stanier geprägt waren, der ursprünglich bei der GWR tätig gewesen war, flossen auch viele dortige Praktiken in die Entwürfe ein, die Standardklasse 3 2-6-2T war letztlich eine Ableitung von der GWR-Klasse 45XX. Viele Bauteile wie etwa Kessel, Rauchkammer, Drehgestelle oder Radsätze waren bei zwei oder mehr Standardklassen baugleich. Einfache Konstruktion und Unterhaltung sowie die Eignung auch für minderwertige Kohle waren weitere Vorgaben für die Standardlokomotiven. Zudem wurden durchwegs neuzeitliche Bauelemente verwendet, bspw. Rollenlager, selbstreinigende Rauchkammern und Aschkästen sowie umfangreiche Anwendung von Schweißtechnik. Riddles ließ insgesamt 12 Klassen entwerfen, davon waren drei als Tenderlokomotiven ausgeführt. Beschafft wurden letztlich in Summe 999 Lokomotiven dieser 12 Klassen. Mit Ausnahme der Klassen 8P und 9F waren alle Typen als Lokomotiven für gemischte Einsatzzwecke vorgesehen und wurden als MT (mixed traffic) eingestuft, auch die beiden Pacific-Bauarten 6 und 7. Lediglich die nur noch in einem Exemplar, der Duke of Gloucester, beschaffte Klasse 8P war als Dreizylindermaschine ausgeführt, alle anderen waren Zweizylindermaschinen. 
Insgesamt waren die Standardmaschinen betrieblich ein Erfolg, auch wenn sich zwischen den einzelnen Klassen durchaus deutliche Unterschiede in ihrer betrieblichen Bewährung zeigten. Vor allem die schweren Güterzugmaschinen der Standardklasse 9F waren erfolgreich. Sie waren nicht nur vor schweren Güterzügen eingesetzt, aufgrund ihrer vergleichsweise großen Kuppelräder war sie auch in der Lage, aushilfsweise Schnellzüge zu befördern, vor denen sie bis zu 90 mph (umgerechnet etwa 144 km/h) erreichte. Bei einer solchen Gelegenheit beförderte eine 9F den Flying Scotsman und erreichte eine Durchschnittsgeschwindigkeit von 58 mph (umgerechnet etwa 93 km/h).
Mitte der 1950er Jahre zeigte sich jedoch, dass BR mit seiner Beschaffungsstrategie eine kostenintensive Fehlentwicklung verfolgt hatte. Diesel- und Elektrolokomotiven hatten inzwischen bei anderen Bahnen ihre Kostenvorteile bewiesen, auch die Energiepreise hatten sich zuungunsten der kohlebasierten Dampftraktion entwickelt. 1955 verabschiedete BR einen großangelegten Modernisierungsplan, der unter anderem die beschleunigte Umstellung von Dampf- auf Diesel- und Elektrotraktion vorsah. BR bestellte seitdem umfangreich neue Diesellokomotiven und -triebwagen bei verschiedenen Herstellern, insgesamt 26 verschiedene Bauarten, die teils überhastet und ohne Erprobung in großen Serien beschafft wurden. Die daraus resultierenden Probleme, vor allem mit technischen Ausfällen und Störungen, verschafften der Dampftraktion nur eine kurze Atempause. British Rail begann zudem mit der Elektrifizierung des Netzes, vor allem der West Coast Main Line, und diverser Vorortstrecken, so etwa im Norden von London und rund um Glasgow. 
Die Beschaffung der Standardklassen endete trotz des schon 1955 getroffenen Beschlusses zur Umstellung auf Diesel- und Elektrotraktion und der anlaufenden Beschaffung solcher Triebfahrzeuge erst 1960 mit der Auslieferung der letzten Lokomotive der Standardklasse 9F. Sie erhielt aus diesem Anlass den Namen Evening Star. Die radikale Reduzierung des britischen Schienennetzes im Rahmen der Beeching Axe ab 1963 verminderte den Bedarf an Dampflokomotiven zusätzlich. Gut zehn Jahre nach Beschaffung der ersten Standardlokomotiven begann BR ab 1962 mit der Ausmusterung. Viele Maschinen erreichten keine zehn Jahre Lebensdauer. Offiziell beendete British Railways am 4. August 1968 den Dampfbetrieb. Zu den letzten, an diesem Tag eingesetzten Maschinen gehörte mit der Lokomotive 70013 Oliver Cromwell auch ein Exemplar der Standardklasse 7 „Britannia“. 46 Lokomotiven sind nach ihrer Ausmusterung erhalten geblieben und werden, soweit sie betriebsfähig sind, auf britischen Museumsbahnen und vor Sonderzügen eingesetzt.

## Liste der Standardklassen
| Klasse                                 | Betriebs- nummern | Bauart    | Anzahl gebaut | Anzahl erhalten | Baujahr(e) | Ausmusterung | Anmerkungen | Bild |
| -------------------------------------- | ----------------- | --------- | ------------- | --------------- | ---------- | ------------ | --- | ---- |
| Standardklasse 7 „Britannia“           | 70000–70054       | 2’C1’ h2  | 55            | 2               | 1951–1954  | 1965–1968    | Die meisten Lokomotiven erhielten die Namen großer Persönlichkeiten der britischen Geschichte und Kultur, einige bekamen die Namen ausgemusterter älterer Expresslokomotiven, die letzten sechs Maschinen wurden nach schottischen Firths benannt. |      |
| Standardklasse 8P „Duke of Gloucester“ | 71000             | 2’C1’ h3  | 1             | 1               | 1954       | 1962         | |      |
| Standardklasse 6 „Clan“                | 72000–72009       | 2’C1’ h2  | 10            | —               | 1951–1952  | 1962–1966    | Alle Lokomotiven wurden nach schottischen Clans benannt. Seit 2017 ist eine Nachbaulokomotive in Bau. |      |
| Standardklasse 5                       | 73000–73171       | 2’C h2    | 172           | 5               | 1951–1957  | 1964–1968    | Weiterentwicklung der LMS-Klasse 5 „Black Five“ |      |
| Standardklasse 4 4-6-0                 | 75000–75079       | 2’C h2    | 80            | 6               | 1951–1957  | 1964–1968    | Leichtere Version der Standardklasse 5 |      |
| Standardklasse 4 2-6-0                 | 76000–76114       | 1’C h2    | 115           | 4               | 1952–1957  | 1964–1967    | Weiterentwicklung der LMS-Klasse 4F Ivatt 2-6-0 |      |
| Standardklasse 3 2-6-0                 | 77000–77019       | 1’C h2    | 20            | —               | 1954       | 1965–1967    | |      |
| Standardklasse 2 2-6-0                 | 78000–78064       | 1’C h2    | 65            | 4               | 1952–1956  | 1963–1967    | Weiterentwicklung der LMS-Klasse 2F Ivatt 2-6-0 |      |
| Standardklasse 4 2-6-4T                | 80000–80154       | 1’C2’ h2t | 155           | 15              | 1951–1956  | 1962–1967    | Weiterentwicklung der LMS-Klasse 4P Fairburn 2-6-4T |      |
| Standardklasse 3 2-6-2T                | 82000–82044       | 1’C1’ h2t | 45            | —               | 1951–1956  | 1962–1967    | Weiterentwicklung der GWR-Klasse 45XX; seit 2008 ist eine Nachbaulokomotive in Bau. |      |
| Standardklasse 2 2-6-2T                | 84000–84029       | 1’C1’ h2t | 30            | —               | 1953–1957  | 1963–1967    | Weiterentwicklung der LMS-Klasse 2P Ivatt 2-6-2T; es bestehen Planungen, die erhaltene Schlepptenderlokomotive 78059 der Standardklasse 2 2-6-0 als Tenderlokomotive umzubauen.                                                                    |      |
| Standardklasse 9F                      | 92000–92250       | 1’E h2    | 251           | 9               | 1954–1960  | 1964–1968    | |      |